# 米納勒爾 (伊利諾伊州)
米納勒爾（英語：Mineral）是位於美國伊利諾伊州比羅縣的一個村落。

## 地理
米納勒爾的座標為41°22′55″N 89°50′12″W / 41.38194°N 89.83667°W，而該地最高點為海拔高度292米（即630英尺）。

## 人口
根據2010年美國人口普查的數據，米納勒爾的面積為1.50平方千米，當中陸地面積為1.50平方千米，而水域面積為0.00平方千米。當地共有人口237人，而人口密度為每平方千米158人。